# Seulo
Seulo é uma comuna italiana da região da Sardenha,  na província da Sardenha do Sul, com cerca de 795 habitantes (dados de 31 de dezembro de 2020). Estende-se por uma área de 58 km², tendo uma densidade populacional de 13,7 hab/km². Faz fronteira com Aritzo, Arzana, Gadoni, Sadali, Seui, Villanova Tulo.

## Recorde
Seulo, na década de 1930, possuiu o recorde italiano de cidade com a maior densidade de graduados universitários.

## Demografia
| Variação demográfica do município entre 1861 e 2011                               |
|                                                                                   |
| Fonte: Istituto Nazionale di Statistica (ISTAT) - Elaboração gráfica da Wikipedia |